# 402

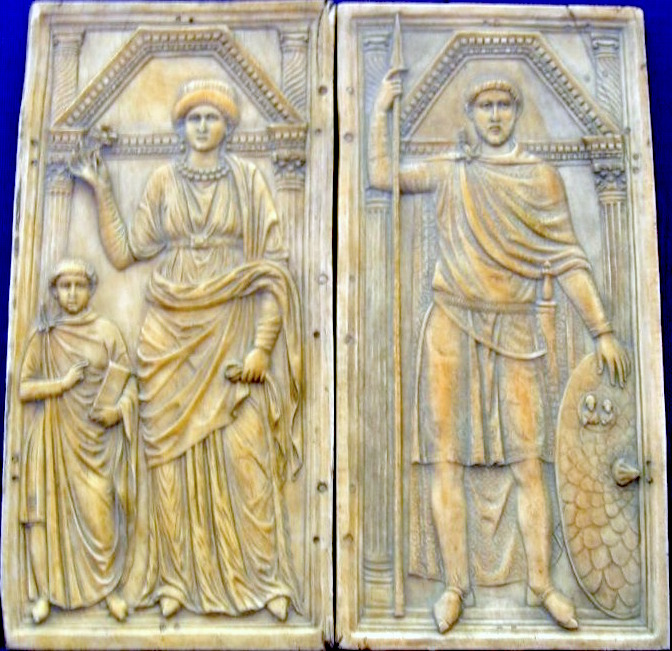
Ivoren diptiek van Flavius Stilicho (rechts) met zijn vrouw en zoon

Het jaar 402 is het 2e jaar in de 5e eeuw volgens de christelijke jaartelling.

## Gebeurtenissen

### Klein-Azië
- 10 januari - Keizer Arcadius benoemt zijn eenjarige zoon Theodosius II tot augustus en toekomstige troonopvolger van het Oost-Romeinse Rijk.

### Italië
- Stilicho, opperbevelhebber van het West-Romeinse leger, keert terug uit Pannonië. Hij versterkt het leger met troepen uit Brittannië en Gallië om de Rijngrens te beschermen tegen Germaanse invallen.
- 6 april – Slag bij Pollentia: Stilicho verslaat de Visigoten onder leiding van Alarik I, die daardoor gedwongen worden Italië te verlaten en terug te keren naar Illyrië. Tijdens de veldslag worden Alariks vrouw en kinderen gevangengenomen.
- In Milaan wordt de Sint-Laurensbasiliek voltooid. De kerk is gewijd aan de christelijke martelaar Laurentius van Rome.

### China
- Kumarajiva, boeddhistische monnik, leidt in Chang'an een groep geleerden en vertaalt ruim 90 boeddhistische teksten uit het Sanskriet. Hij introduceert het mahayana-boeddhisme, dat zich verspreidt naar Vietnam, Korea en Japan.
- in de Donglintempel, op de noordwestelijke helling van de berg Lushan, ontwikkelt de monnik Huiyuan het Zuiver Land-boeddhisme